# Колеров, Модест Алексеевич
Моде́ст Алексе́евич Ко́леров (род. 12 апреля 1963, Кимовск, Тульская область, СССР) — российский историк, издатель и общественный деятель, политтехнолог, кандидат исторических наук. Сооснователь и главный редактор портала Regnum.
Из-за распространения пропаганды в ходе вторжения России на Украину находится под персональными санкциями 27 стран Евросоюза, Великобритании, Канады, Швейцарии, Австралии, Украины, Новой Зеландии.

## Биография
Родился в городе Кимовске Тульской области. В 1981—1983 годах проходил срочную службу в рядах Советской Армии ВС СССР.
В 1989 году окончил исторический факультет МГУ, в 1993 году защитил диссертацию на соискание учёной степени кандидата исторических наук по теме «П. Б. Струве и русский марксизм, 1888—1901 гг. : опыт политической биографии».
В 1991—1994 годах работал в журналах «Знание — сила», «Путь», «Вопросы философии».
В 1993—1995 годах — начальник отдела изучения и публикации документов Государственного архива Российской Федерации (России). Одновременно М. Колеров работал обозревателем газеты «Сегодня». В 1994—1996 годах — заместитель руководителя службы информации ВГТРК. Был руководителем пресс-службы ОНЭКСИМ-банка и МФК—Ренессанс Бориса Йордана.
В 1999—2000 годах — совладелец интернет-издания Polit.ru, создатель информационного агентства Regions.ru.
В 1999—2001 годах Колеров был советником губернатора Санкт-Петербурга Владимира Яковлева, президента Чувашии Николая Фёдорова, губернатора Красноярского края Александра Лебедя. Принимал участие в различных предвыборных кампаниях, в частности, в 2002 году участвовал в избирательной кампании Александра Хлопонина.
В 2002 году — соучредитель и главный редактор информационного агентства REGNUM, профессор кафедры информационной политики Высшей школы экономики.
В 2005—2007 годах — начальник управления президента России по межрегиональным и культурным связям.
24 октября 2007 года назначен председателем союза общественных объединений «Свободная Россия».
С 24 июля 2009 года — главный редактор информационного агентства Regnum.
В октябре 2011 года был избран председателем политбюро международного движения «Интернациональная Россия».
С 16 мая 2012 года — президент издательского дома «Регнум».
С 24 мая 2013 года — главный редактор информационного агентства REX.
C 1 декабря 2014 года до ноября 2022 — главный редактор информационного агентства REGNUM.

## Награды и звания
- Медаль «В память 300-летия Санкт-Петербурга» — 2003 г.
- Орден Дружбы Республики Южная Осетия — 2005 г.
- Медаль «15 лет Республике Южная Осетия» — 2005 г.
- Медаль «В память 1000-летия Казани» — 2005 г.
- Медаль «За поддержание мира в Абхазии» Министерства обороны Республики Абхазия — 2006 г.
- Медаль «10 лет миротворческой миссии в Абхазии» Министерства обороны Республики Абхазия — 2006 г.
- Действительный государственный советник Российской Федерации 1 класса (с 2006 года).
- Орден Преподобного Илии Муромца III степени Украинской православной церкви (Московского патриархата) «за церковные заслуги» — 2007 г.[7]
- Орден Дружбы Приднестровской Молдавской Республики (ПМР) «за большой вклад в развитие отношений между Российской Федерацией и ПМР» — 2012 г.[8]

## Санкции
В августе 2012 года объявлен персоной нон грата в Латвии в связи с «угрозой территориальной целостности и экономической безопасности». Ранее Колерову был запрещён въезд на территорию Литвы, Эстонии и Грузии.
В феврале 2022 года против Колерова в Европейском союзе были введены персональные санкции в связи с вторжением России на Украину. Колеров — соучредитель и главный редактор портала Regnum, который, согласно Европейскому союзу, Колеров использовал «для распространения агрессивных и предвзятых пропагандистских нарративов против Украины, а также для продвижения позитивного отношения к аннексии Крыма и действиям сепаратистов на Донбассе. Он часто изображал Украину как фашистскую или неонацистскую страну».
С 9 мая 2022 года находится под санкциями Великобритании «за активную поддержку или реализацию действий или политики, которые подрывают или угрожают территориальной целостности, суверенитету и независимости Украины». С 7 июля 2022 года находится под санкциями Канады как «российский деятель дезинформации и пропаганды» за «создание условий и поддержку неспровоцированного и необоснованного вторжения России в Украину».
По аналогичным основаниям, с 4 марта 2022 года находится под санкциями Швейцарии. С 8 марта 2022 года находится под санкциями Австралии. Указом президента Украины Владимира Зеленского от 19 октября 2022 находится под санкциями Украины. С 3 мая 2022 года находится под санкциями Новой Зеландии.

## Сочинения
- Не мир, но меч. Русская религиозно-философская печать от «Проблем идеализма» до «Вех». 1902—1909 — СПб.: Алетейя, 1996. — 375 с. ISBN 5-89329-003-10
- Проблемы идеализма. 1902. История и контекст. — М.: «Три квадрата», 2002. — 224 с. ISBN 5-94067-006-1
- От марксизма к идеализму и церкви (1897—1927). Исследования. Материалы. Указатели — М.: Издание книжного магазина «Циолковский», 2017. — 364 с. ISBN 978-5-9500361-3-2
- Социализм в одной стране: изолированное государство, протекционизм и первоначальное социалистическое накопление — М.: издание книжного магазина «Циолковский», 2017. — 264 с. ISBN 978-5-9500361-0-1
- Сталин: от Фихте к Берия. Очерки по истории языка сталинского коммунизма. — М.: Модест Колеров, 2017. — 640 с. ISBN 987-5-91887-012-9
  - Фихте, Лист, Витте, Сталин: изолированное государство, протекционизм, первоначальное социалистическое накопление и «социализм в одной стране»
- Пётр Струве: революционер без масс, 1870—1918 : приложение: Новое собрание сочинений П. Б. Струве (1903—1917) — М. : Циолковский, 2020. — 459, [3] с. — ISBN 978-5-604-36733-9
- Введение в идейную историю русской эмиграции (1917—1991). — Калининград: Издательство БФУ им. И. Канта, 2024.